# Huitzilac
Huitzilac är en ort i Mexiko.   Den ligger i kommunen Huitzilac och delstaten Morelos, i den sydöstra delen av landet, 50 km söder om huvudstaden Mexico City. Huitzilac ligger 2 560 meter över havet och antalet invånare är 4 328.
Terrängen runt Huitzilac är varierad. Runt Huitzilac är det tätbefolkat, med 881 invånare per kvadratkilometer. Närmaste större samhälle är Cuernavaca, 12,2 km söder om Huitzilac. I omgivningarna runt Huitzilac växer i huvudsak blandskog.